# ۱۱۵۱ (میلادی)
۱۱۵۱ (میلادی) هزار و صد و پنجاه و یکمین سال تقویم میلادی است.

## درگذشتگان
- ۱۳ ژانویه – ابوت سوژه، معمار فرانسوی